# 黃兆晉
黄兆晋（1848年—1902年），字永坦，湖北孝感县（今孝南区三汊埠黄家大湾）人。清朝军事将领，武传胪。
同治十三年（1874年）甲戌科二甲第一名武进士。授花翎御前侍卫。后因调戏王子妃，发配老家黄家大湾充军。光绪二十八年（1902年）卒，年54岁。
黄兆晋力大如牛，其生前耍用之大刀一直供奉在黄家大湾黄氏祠堂，直到文化大革命期间破坏。有民间评书《拉弓记》记载其坐在躺椅上拉开山东客商号称“天下第一弓”的故事。
黄兆晋葬于三汊镇建增村大刘湾前三组圏堰内，“文革”期间被移为平地。